# Dorothy McFadden Hoover
Dorothy Estheryne McFadden  (Hope, Arkansas, 1 de julio de 1918 - 7 de febrero de 2000) fue una física, matemática y autora estadounidense. 
Hoover fue pionera en los días tempranos de la NASA. Originalmente fue una de las primeras mujeres de color contratadas en Langley como calculadora humana. Al final, Hoover se convirtió en una física y matemática publicada. Hoover fue una de las primeras mujeres de color en ser listada como coautora en las publicaciones de investigación de la NASA. Su investigación impulsó el desarrollo del primer jet de combate norteamericano, el Sabre. Los logros de Hoover fueron destacados en el libro "Hidden Figures."

## Primeros años
Dorothy Estheryne McFadden nació en Hope, Arkansas el 1 de julio de 1918, de Elizabeth Wilburn McFadden y William McFadden. Ella fue la nieta de personas esclavizadas y la más joven de cuatro hijos e hijas. Después de graduarse del instituto a la edad de 15 años, Hoover se matriculado en el Colegio de agricultura, mecánica y normal de Arkansas (AM&N por sus siglas en inglés). Ella se graduó con una licenciatura en matemáticas en 1938, dos meses antes de cumplir 20 años.

## Carrera
Después de enseñar par algunos cuantos años en Georgia, Hoover recibió una maestría en matemáticas por la Universidad de Atlanta en 1943, por su tesis "Algunas transformaciones projectivas y sus aplicaciones". Después, fue contratada en el Comité Asesor Nacional para la Aeronáutica (NACA por sus siglas en inglés, la cual después sería la NASA) en Langley  en 1943 como una matemática profesional (P-1). Ella fue parte de un grupo de mujesres contratadas para trabajar como calculadora humana y apoyo en el desarrollo de tecnología aeronáutica en la Segunda Guerra Mundial.
Langley era originalmente segregada cuando Hoover comenzó su trabajo, con las mujeres de color asignadas en el área Oeste de Langley. Hoover fue así asignada al área Oeste. Debido a su potencial, ella fue asignada a un grupo de investigación integrado. Hoover trabajó directamente with el ingeniero Robert T. Jones, quien era conocido como "uno de los primeros ingenieros aeronáuticos del siglo 20". En 1946, Hoover estaba completando cálculos y Jones confiaba ampliamente en ella; su trabajo era reconocido cada vez más como importante en el área de la aeronáutica. Hoover se convirtió en una de las primeras mujeres de color en ser publicadas en NACA/NASA. Ella publicó dos artículos en 1951 con los coautores Frank S Malvestuto estudiando "alas cónicas delgadas invertidas" en aviones. Estos artículos impulsaron el desarrollo de aviones de alta velocidad en la vida militar y civil. Hoy en día, todos los aviones con velocidades supersonicas utilizan su diseño, incluidos aviones comerciales, aviones de combate, y  transbordadores espaciales.
En 1952, Hoover dejó Langley con el título de investigadora científica en aeronáutica. En 1954, ella obtuvo su segundo grado de maestría, este en físicas en la Universidad de Arkansas. Una porción de su tesis en 1954, “Sobre estimaciones de error en Integración Numérica,” fue incluido en la publicación Proceedings de la Academia de Arkansas de Ciencia el año siguiente. Ella regrese al servicio civil, primero trabajando en la Oficina Meteorológica de EE. UU. y después en el Centro de Vuelo Espacial Goddard de NASA. Mientras ella estuvo en Goddard, Hoover se convirtió en la primera mujer de color en ser promovida a un GS-13, una posición prominente dentro los empleados del gobierno federal estadounidense.
Después de su jubilación, Hoover escribió y publicó un libro en la historia de la Iglesia Episcopal Metodista Africana, titulado A Layman Looks with Love at Her Church.
Hoover falleció el 7 de febrero de 2000, a los 81 años, en Washington D. C.

## Libros
- Hoover, Dorothy E. (1970). A layman looks with love at her church. Philadelphia, Pennsylvania: Dorrance. ISBN 0805913874. OCLC 88135.

### Trabajos citados
Lee, Shetterly, Margot (2016). Hidden figures : the American dream and the untold story of the Black women mathematicians who helped win the space race (First edición). New York, NY. ISBN 9780062363596. OCLC 950004289.

### Otras referencias
1. 1 2  Lee, 2016
2. 1 2 3 4  Sallee, Richard D.; Russell, Janice; Turner, Ellen (29 de julio de 2018). «Dorothy McFadden Hoover (1918–2000)». The Encyclopedia of Arkansas History and Culture. Consultado el 21 de febrero de 2019.
3. ↑  Lee, 2016
4. ↑  Malvestuto Jr., Frank S.; Hoover, Dorothy M. (February 1951). «National Advisory Committee for Aeronautics Technical Note 2924: Lift and pitching derivatives of thin sweptback tapered wings with streamwise tips and subsonic leading edges at supersonic speeds». National Advisory Committee for Aeronautics. Washington. Consultado el 21 de febrero de 2019 – via NASA.
5. ↑  Malvestuto Jr., Frank S.; Hoover, Dorothy M. (March 1, 1951). «National Advisory Committee for Aeronautics Technical Note 2315: Supersonic lift and pitching moment of thin sweptback tapered wings produced by constant vertical acceleration.Subsonic leading edges and supersonic trailing edges». National Advisory Committee for Aeronautics. Washington. Consultado el 21 de febrero de 2019 – via NASA.
6. 1 2  Stewart, Shea (14 de mayo de 2017). «Arkansas' 'Hidden Figure': Brilliant mathematician helped design wings for jet planes». Arkansas Democrat Gazette. Consultado el 21 de febrero de 2019.
7. ↑  Hoover, Dorothy M. (1955). «On Estimates of Error in Numerical Integration». Journal of the Arkansas Academy of Science Proceedings (Arkansas Academy of Science) 8: 204-207  – via Scholarworks, University of Arkansas.
8. ↑  Harvey, Brian (2018). Discovering the cosmos with small spacecraft : the American Explorer Program. Cham: Springer. ISBN 9783319681405. OCLC 1013828796.
9. ↑  Pittman McKinney, Keisha (16 de febrero de 2019). «Dorothy McFadden Hoover | No Longer a Hidden Figure». Only in Arkansas. Consultado el 21 de febrero de 2019.
10. ↑  Frazier, Lisa (7 de mayo de 2000). «Searching for Dorothy». Washington Post.

- Datos: Q61829253